# Maximilian Pfnür

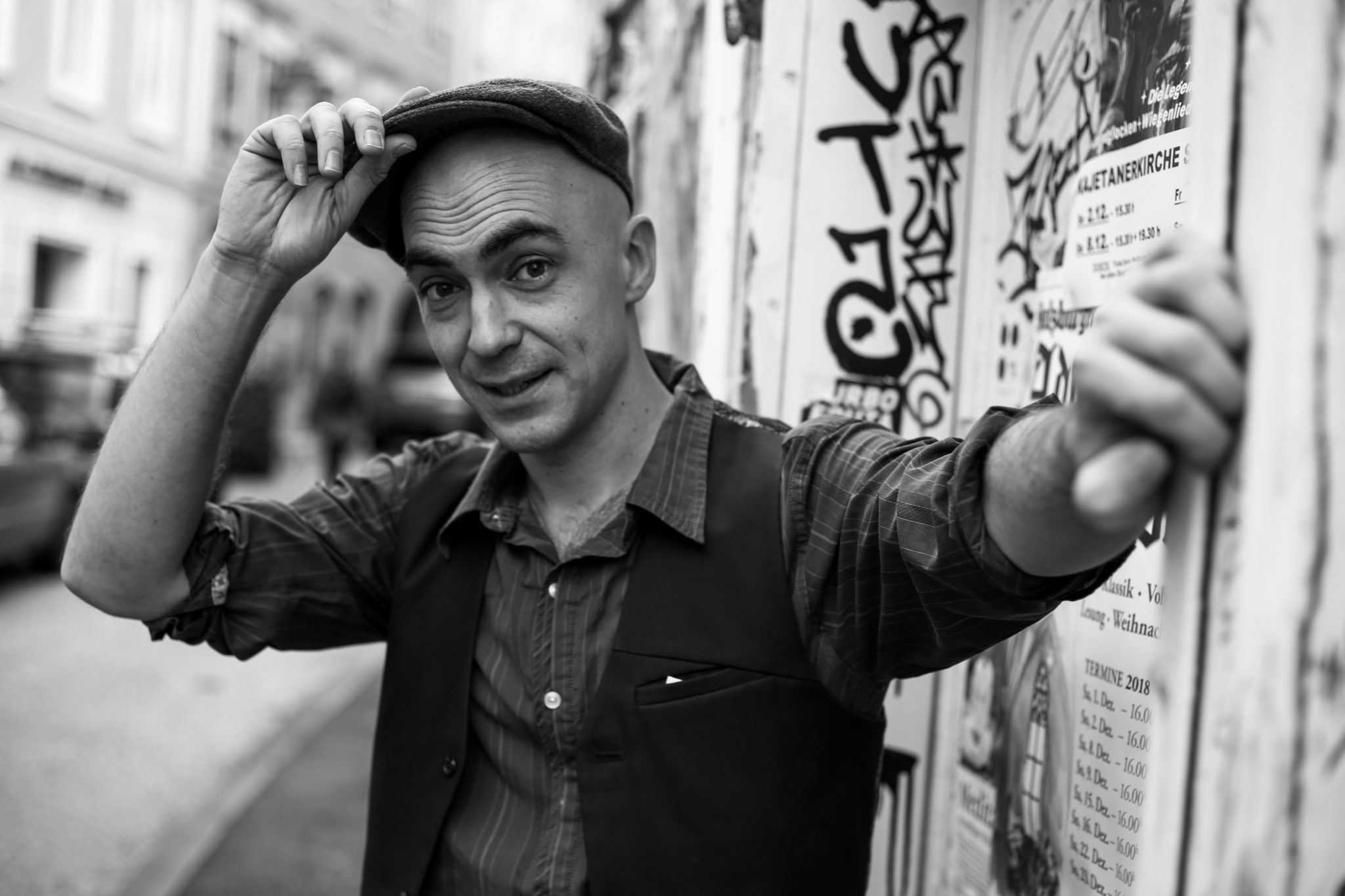
Max Pfnür 2018 in Salzburg

Maximilian („Max“) Pfnür (* 16. April 1986 in Bad Reichenhall) ist ein deutscher Schauspieler, Regisseur und Autor.

## Werdegang
Ab 2005 studierte Pfnür Schauspiel am hauseigenen Institut des Schauspielhauses Salzburg, dessen Ensemblemitglied er von 2009 bis 2011 war. Ende 2011 gründete er das Salzburger Theater StattGeflüster und führte Regie bei dessen Erstproduktion Ich. Der Andere. Es folgte das selbst geschriebene und inszenierte Stück Hanna – Ich will nicht nicht sein. Ab 2012 arbeitete er als freier Schauspieler und Theatermacher im österreichisch‐deutschen Grenzland zwischen Salzburg und München sowie in Innsbruck, Graz, Landsberg und Ingolstadt sowie über Jahre beim Kultursommer Garmisch-Partenkirchen. In Salzburg arbeitete er für zahlreiche freie Produktionen an unterschiedlichen Spielstätten. Er war am Aufbau des OFF Theaters Salzburg aktiv beteiligt und bis 2019 festes Mitglied des Ensembles. Im Zuge dessen verfasste er mit Der Untergang des Hauses Usher, Walt, Kafkas Amerika und Das Bildnis der Lili Elvenes (Lili Elbe) auch eigene Dramatisierungen und Stücke für das OFF Theater.
Weitere Stücke von Pfnür sind: Inuk, das Märchen vom ewigen Feuer, Wir Kinder Babylons und Dračulea – Kinder der Nacht. An Eigenproduktionen wie Ein Kind unserer Zeit (Ödön von Horváth), Sechsunddreißig Stunden (Ödön von Horváth) und Der Gang vor die Hunde (Erich Kästner) arbeitete er in den Jahren 2016 bis 2019 zusammen mit Regisseur Georg Büttel im Rahmen ihrer Gruppe SpielWerk. Diese wurde 2020 zu SpielWerk – Das Salzburger Hörspielportal, wo sich Pfnür der Entstehung neuer Hörspiele widmet.
Seit 2013 arbeitet er zudem als freier Trauerredner in Salzburg und Berchtesgaden. 2017 spielte er u. a. mit Stefan Murr und Sebastian Bezzel in der 2019 im BR Fernsehen ausgestrahlten Serie Akte Lansing.

## Theater

### Als Schauspieler (Auswahl)
| Jahr | Theaterstück                                                   | Rolle                          | Bühne                               |
| ---- | -------------------------------------------------------------- | ------------------------------ | ----------------------------------- |
| 2007 | Anna Galactia                                                  | Der Tod                        | Schauspielhaus Salzburg             |
| 2008 | Playback Live                                                  | Max                            | Schauspielhaus Salzburg             |
| 2009 | Glaube, Liebe, Hoffnung                                        | Vicepräparator                 | Schauspielhaus Salzburg             |
| 2009 | Jochen Rindt – Rennfahreroper                                  | Jochen Rindt                   | lawine torren                       |
| 2009 | Sie & Er                                                       | Er                             | Schauspielhaus Salzburg             |
| 2009 | Herr der Fliegen                                               | Ralph                          | Schauspielhaus Salzburg             |
| 2009 | Farm der Tiere                                                 | Quiker/Molly/Benjamin/...      | Schauspielhaus Salzburg             |
| 2010 | Hundesöhne                                                     | Zwilling                       | Schauspielhaus Salzburg             |
| 2010 | Raue See                                                       | Adam                           | Schauspielhaus Salzburg             |
| 2010 | Im Ausnahmezustand                                             | Sohn                           | Schauspielhaus Salzburg             |
| 2012 | Bartleby der Schreiber                                         | Nippers                        | Schauspielhaus Salzburg             |
| 2011 | 10 Tipps, das Morden zu beenden und mit dem Abwasch anzufangen | Radovan                        | Schauspielhaus Salzburg             |
| 2011 | La Strada                                                      | Matto                          | Schauspielhaus Salzburg             |
| 2011 | Maria Stuart                                                   | Davidson                       | Schauspielhaus Salzburg             |
| 2011 | Aufzeichnungen eines Wahnsinnigen                              | Poprischtschin                 | Schauspielhaus Salzburg             |
| 2011 | Bash                                                           | John                           | Schauspielhaus Salzburg             |
| 2011 | Der Bauer als Millionär                                        | Fischer Karl                   | Schauspielhaus Salzburg             |
| 2011 | Ich. Der Andere.                                               | Der Andere                     | Shakespeare Salzburg                |
| 2012 | Hanna – ich will nicht nicht sein                              | Kostantin                      | Shakespeare Salzburg                |
| 2012 | Die Schaukel                                                   | Gidi                           | Odeion Salzburg                     |
| 2013 | Tape                                                           | Jon                            | ARGEkultur Salzburg                 |
| 2013 | Hallo Nazi                                                     | Rudi                           | Shakespeare Salzburg                |
| 2013 | Der satanarchäolügenialkohöllische Wunschpunsch                | Dr. Beelzebub Irrwitzer        | Schauspielhaus Salzburg             |
| 2013 | Der Wildschütz Jennerwein                                      | Pföderl                        | Kultursommer Garmisch-Partenkirchen |
| 2013 | Momo                                                           | Grauer Herr BLW/553/c          | Kultursommer Garmisch-Partenkirchen |
| 2013 | Schafberg 1911                                                 | Carl                           | lawine torren                       |
| 2014 | Penetrator                                                     | Alan                           | ARGEkultur Salzburg                 |
| 2014 | Hedda Gabler                                                   | Tesman                         | Theater Praesent Innsbruck          |
| 2014 | Krach im Hause Gott                                            | Satan                          | Kultursommer Garmisch-Partenkirchen |
| 2014 | Inuk – das Märchen vom ewigen Feuer                            | Der kahle Mann                 | Waldklang                           |
| 2014 | Lumpazivagabundus                                              | Lumpazivagabundus              | Kultursommer Garmisch-Partenkirchen |
| 2015 | Titus                                                          | Titus                          | Shakespeare Salzburg                |
| 2015 | Sissi-Syndrom                                                  | Lucheni                        | Tribüne Linz                        |
| 2015 | Monster zertrampeln Hochhäuser                                 | Peter                          | ARGEkultur Salzburg                 |
| 2015 | Die Wirtin                                                     | Fabrizio                       | Kultursommer Garmisch-Partenkirchen |
| 2015 | Der kleine Prinz                                               | Pilot/Fuchs/Planetenbewohner   | Kultursommer Garmisch-Partenkirchen |
| 2015 | Wir schlafen nicht                                             | Ensemble                       | ARGEkultur Salzburg                 |
| 2016 | Die Bibel, die ganze heilige Schrift, leicht gekürzt           | Ensemble                       | OFF Theater Salzburg                |
| 2016 | Ein Kind unserer Zeit                                          | Der Soldat                     | OFF Theater Salzburg                |
| 2016 | Räuber Kneißl                                                  | Matthias Kneißl                | Kultursommer Garmisch-Partenkirchen |
| 2017 | 36 Stunden                                                     | Eugen/Kastner/LMA/Harry/...    | OFF Theater Salzburg                |
| 2017 | Mr. Pilks Irrenhaus                                            | Ensemble                       | OFF Theater Salzburg                |
| 2017 | Walt!                                                          | Walt                           | OFF Theater Salzburg                |
| 2017 | Kuß der Spinnenfrau                                            | Valentin                       | OFF Theater Salzburg                |
| 2017 | Der Untergang des Hauses Usher                                 | Roderick Usher                 | OFF Theater Salzburg                |
| 2017 | Pixel                                                          | Der Gynäkologe                 | OFF Theater Salzburg                |
| 2018 | Yellow Line                                                    | Ensemble                       | OFF Theater Salzburg                |
| 2018 | Waisen                                                         | Danny                          | ARGEkultur Salzburg                 |
| 2018 | Kafkas Amerika                                                 | Der Onkel/Delamarch/...        | OFF Theater Salzburg                |
| 2018 | Spiel’s nochmal, Sam                                           | Allan                          | OFF Theater Salzburg                |
| 2018 | König der Herzen                                               | Toby                           | Salzburger Straßentheater           |
| 2018 | Der Gang vor die Hunde                                         | Moll/Labude/...                | OFF Theater Salzburg                |
| 2019 | Das Bildnis der Lili Elvenes                                   | Lili Elbe                      | OFF Theater Salzburg                |
| 2019 | Wilde Party                                                    | Burrs                          | OFF Theater Salzburg                |
| 2019 | A Bao A Qu / Selbstbezichtigung                                | A Bao A Qu                     | Kaendace Graz                       |
| 2020 | Obersalzberg                                                   | Göring                         | OFF Theater Salzburg                |
| 2021 | Die Bernauerin                                                 | Der Mönch                      | Kloster Andechs                     |
| 2021 | Die guten Tage                                                 | Der elektrische Schriftsteller | Toihaus Theater Salzburg            |
| 2021 | Der Hässliche                                                  | Lette                          | Kleines Theater Salzburg            |
| 2021 | Die letzten Tage der Menschheit                                | Ensemble                       | Teamtheater München                 |
| 2022 | Tanz auf dem Vulkan                                            | Ensemble                       | Teamtheater München                 |
| 2023 | Fettes Schwein                                                 | Tom                            | Kleines Theater Salzburg            |
| 2023 | Kitschomania                                                   | Ensemble                       | Hofspielhaus München                |
| 2023 | Verbrennt mich!                                                | Ensemble                       | Teamtheater München                 |
| 2024 | Der Schein trügt                                               | Robert                         | Theater bodi end sole               |
| 2024 | Faust I & II                                                   | Solostück                      | ARGEKultur Salzburg                 |

### Fortlaufende Gastspiele
Fortlaufend tourt Pfnür mit den Gastspielen Faust I & II und Ein Kind unserer Zeit.

### Als Regisseur
| Jahr | Stück                               | Bühne                 |
| ---- | ----------------------------------- | --------------------- |
| 2011 | Ich. Der Andere.                    | Shakespeare Salzburg  |
| 2012 | Hanna – Ich will nicht nicht sein   | Shakespeare Salzburg  |
| 2013 | Inuk – Das Märchen vom ewigen Feuer | Winterfest Anif       |
| 2014 | Wir Kinder Babylons                 | Shakespeare Salzburg  |
| 2023 | Macbett von Eugéne Ionesco          | Odeïon Salzburg       |
| 2024 | Drăculea                            | Freies Theater Murnau |

### Stücke und Dramatisierungen
| Jahr | Stück                               | Erstaufführung        |
| ---- | ----------------------------------- | --------------------- |
| 2012 | Hanna – Ich will nicht nicht sein   | Shakespeare Salzburg  |
| 2013 | Inuk – Das Märchen vom ewigen Feuer | Winterfest Anif       |
| 2014 | Wir Kinder Babylons                 | Shakespeare Salzburg  |
| 2017 | Der Untergang des Hauses Usher      | OFF Theater Salzburg  |
| 2017 | Walt!                               | OFF Theater Salzburg  |
| 2018 | Kafkas Amerika                      | OFF Theater Salzburg  |
| 2019 | Das Bildnis der Lili Elvenes        | OFF Theater Salzburg  |
| 2020 | Drăculea – Kinder der Nacht         | Freies Theater Murnau |
| 2022 | (Un)erhört das Leben                | Zacherl Fabrik Wien   |

## Film
- 2019: Akte Lansing[87]

## Hörspiel
- 2021: Hanna – ich will nicht nicht sein[88]
- 2021: Paradies Grau[89]